# Jailson Marcelino dos Santos
Jailson Marcelino dos Santos (São José dos Campos, São Paulo, Brasil, 20 de julio de 1981), conocido solo como Jailson, es un exfutbolista brasileño. Jugaba de portero.

## Clubes
| Club          | País   | Año       |
| ------------- | ------ | --------- |
| Campinense    | Brasil | 2003-2004 |
| São José      | Brasil | 2004-2005 |
| Ituano        | Brasil | 2006-2007 |
| Guaratinguetá | Brasil | 2007-2009 |
| Juventude     | Brasil | 2009-2010 |
| Guaratinguetá | Brasil | 2010-2012 |
| Oeste         | Brasil | 2012-2013 |
| Ceará         | Brasil | 2013-2014 |
| Palmeiras     | Brasil | 2014-2021 |
| América (MG)  | Brasil | 2022      |

## Palmarés

### Títulos estatales
| Título              | Club      | Estado    | Año  |
| ------------------- | --------- | --------- | ---- |
| Campeonato Cearense | Ceará     | Ceará     | 2014 |
| Campeonato Paulista | Palmeiras | São Paulo | 2020 |

### Títulos nacionales
| Título         | Club      | País   | Año  |
| -------------- | --------- | ------ | ---- |
| Serie C        | Oeste     | Brasil | 2012 |
| Copa de Brasil | Palmeiras | Brasil | 2015 |
| Serie A        | Palmeiras | Brasil | 2016 |
| Serie A        | Palmeiras | Brasil | 2018 |
| Copa de Brasil | Palmeiras | Brasil | 2020 |

### Títulos internacionales
| Título                       | Club      | País           | Año  |
| ---------------------------- | --------- | -------------- | ---- |
| Copa Libertadores de América | Palmeiras | Río de Janeiro | 2020 |
| Copa Libertadores de América | Palmeiras | Montevideo     | 2021 |

### Distinciones individuales
| Distinción                             | Año  |
| -------------------------------------- | ---- |
| Bola de Prata                          | 2016 |
| Equipo del año de la Serie A           | 2016 |
| Mejor jugador del Campeonato Paulista  | 2018 |
| Equipo del año del Campeonato Paulista | 2018 |